# Hills (Minnesota)
Hills é uma cidade localizada no estado americano de Minnesota, no Condado de Rock.

## Demografia
Segundo o censo americano de 2000, a sua população era de 565 habitantes.
Em 2006, foi estimada uma população de 599, um aumento de 34 (6.0%).

## Geografia
De acordo com o United States Census Bureau tem uma área de
1,3 km², dos quais 1,3 km² cobertos por terra e 0,0 km² cobertos por água. Hills localiza-se a aproximadamente 442 m acima do nível do mar.

## Localidades na vizinhança
O diagrama seguinte representa as localidades num raio de 12 km ao redor de Hills.